# Ploughman's lunch
Il ploughman's lunch (in italiano "pranzo del contadino") è un pasto freddo inglese, solitamente consumato all'ora di pranzo, a base di pane, formaggio e cipolle fresche o in salamoia. Oltre agli ingredienti di base, il ploughman's lunch può comprendere alimenti come il prosciutto, l'insalata verde, le uova sode e le mele; i contorni tipici sono il burro e il cosiddetto pickle, un intingolo simile al chutney. Nei pub, dove è diffuso, il pasto viene consumato con la birra.
Sin dall'antichità la birra, il pane e il formaggio vengono consumati assieme in Inghilterra e sono stati per secoli serviti nelle locande del territorio. Nonostante questo, il ploughman's lunch modernamente inteso risale agli anni cinquanta, quando il Cheese Bureau, un ente di marketing, iniziò a promuoverlo nei pub per aumentare le vendite di formaggio, la cui produzione non era più vincolata dal razionamento imposto dal governo al termine della seconda guerra mondiale. Il pasto subì un'impennata di notorietà negli anni sessanta quando venne promosso dal Milk Marketing Board.

## Storia
Un "pasto del contadino" a base di pane, formaggio e birra viene citato nel poema medievale Pierce the Ploughman's Crede (c. 1394). Il pane e il formaggio costituirono per secoli la base della dieta dei braccianti rurali inglesi; il formaggio di latte scremato integrato con un po' di strutto e burro, era la loro principale fonte di grassi e proteine. Come condimento usavano le cipolle, che erano un'alternativa meno costosa rispetto ad altri insaporitori dell'epoca, oltre a costituire una preziosa fonte di vitamina C.

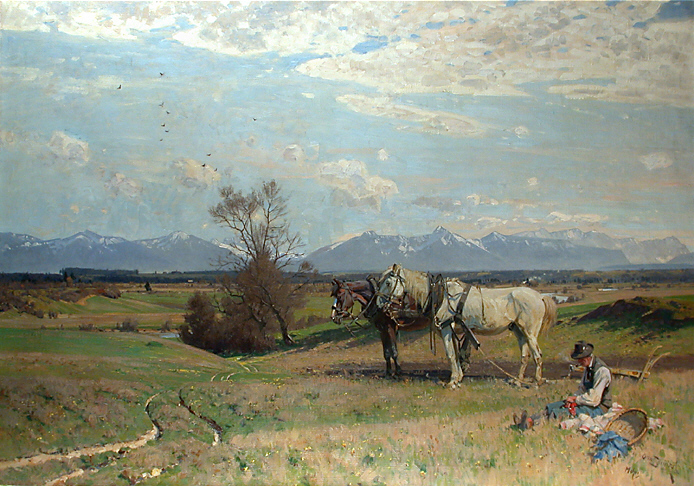
Pflügender Bauer bei der Rast di Otto Strützel. I contadini consumavano il loro pasto a mezzogiorno o nel pomeriggio nei campi.

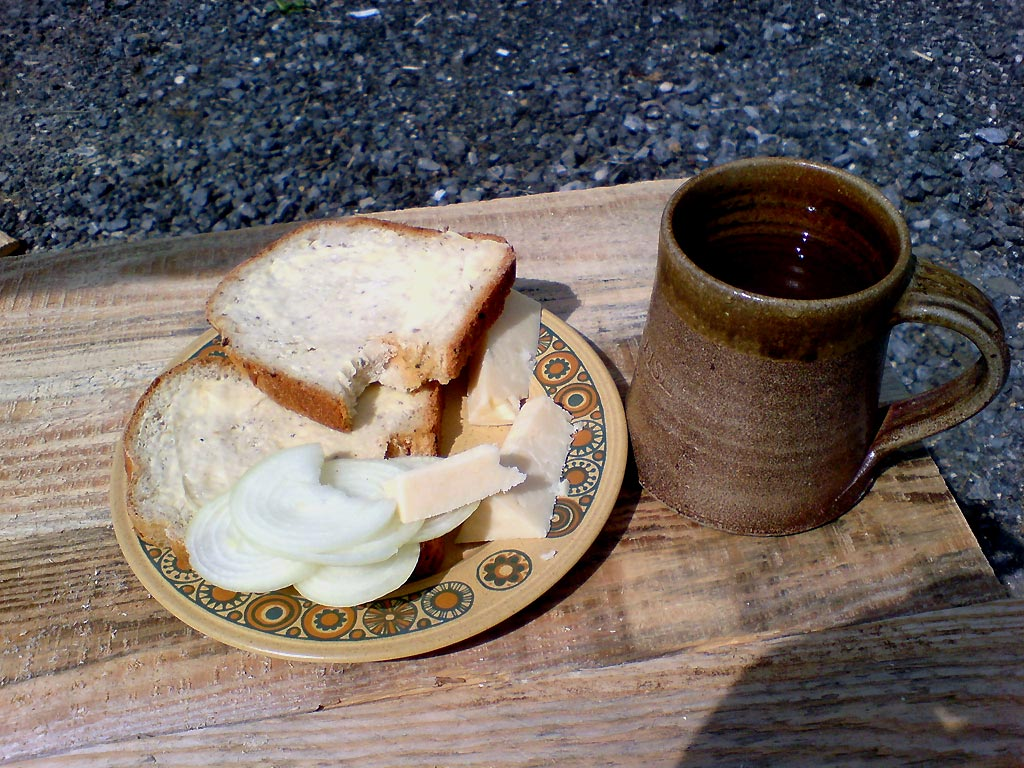
Pane, formaggio e birra vengono serviti nei punti di ristoro informali inglese. Secondo una teoria, il gusto salato del formaggio conferiva sapore alla birra.

In Inghilterra il formaggio era alla base della dieta dei poveri, nonché la principale fonte di proteine, soprattutto nelle zone meridionali, ancor più della carne. Stando a una testimonianza degli anni settanta dell'Ottocento, il pranzo dei contadini del Devon  comprendeva "pane e formaggio stagionato da due soldi assieme a del sidro molto slavato e acido". Sebbene negativamente associato alla povertà, questo modello alimentare rurale venne idealizzato da qualcuno, come ad esempio Anthony Trollope, nel cui romanzo The Duke's Children viene menzionato "un bracciante rurale che siede sul lato del fosso con il suo pane, del formaggio e una cipolla spassandosela più di un qualsiasi Lucullo".
Oltre a caratterizzare l'alimentazione dei braccianti agricoli, questi prodotti furono per molti secoli presenti nei menu delle osterie, ove venivano venduti a buon mercato. Nel 1815 William Cobbett asserì che, quarant'anni prima, quando andavano al mercato di Farnham, i contadini erano spesso disposti a spendere qualche soldo in più per acquistare pane e formaggio da mangiare assieme alla pinta di birra che bevevano alla locanda in cui facevano riposare i loro cavalli. Nell'Ottocento si radicò ulteriormente l'abitudine di mangiare i suddetti alimenti in quanto "la secchezza e la salsedine aumentano la sete, così come il sapore della birra". All'inizio del XX secolo, pane e formaggio erano ancora gli unici cibi reperibili in molti pub rurali. Nel 1932 Martin Armstrong si fermò nelle locande dei villaggi a mangiare pane, formaggio e birra. Stando alle sue parole, "in queste occasioni, nelle locande di campagna, quando il pane, il formaggio e la birra sembrano così straordinariamente buoni che l'alternativa è generalmente il nulla; e in confronto al nulla, pane, formaggio e birra sono incomparabili».
L'Oxford English Dictionary afferma che il primo uso scritto del termine ploughman's lunch, ovvero "pranzo del contadino", proviene dalle Memoirs of the Life of Sir Walter Scott di John Gibson Lockhart del 1837, dove ha un significato letterale. L'OED riporta anche un'altra testimonianza del Monthly Bulletin della Brewers' Society del 1956, in cui vengono descritte le attività del Cheese Bureau, un ente di marketing affiliato all'agenzia pubblicitaria J. Walter Thompson. Secondo il trafiletto:
Negli anni cinquanta, la tradizionale combinazione di pane, formaggio, birra e cipolle veniva indicata, oltre che come ploughman's lunch, con termini simili a fini promozionali. Nel 1956 Adrian Bell parlò di un pub vicino alla sua residenza in cui, "(quando ci vai) tutto ciò che devi dire è: 'portami un Ploughboy's Lunch Harry, per favore'. E, in pochi minuti, ti viene consegnato sul bancone un vassoio su cui c'è un bel pezzo di pane quadrato, un panetto di burro, uno spicchio di formaggio, cipolle sott'aceto e con questi la tua pinta di birra". Un'edizione del Monthly Bulletin della Brewers' Society uscito nel giugno 1957, descrive un ploughman's lunch contenente "cottage loaf, formaggio, lattuga, uova sode, salsicce fredde e, naturalmente, la birra". Il volume del quotidiano di Glasgow The Bulletin del 15 aprile 1958 e il Times del 29 aprile 1958 citano un ploughman's lunch composto da pane, formaggio e cipolle sottaceto.
La notorietà del pasto accrebbe in popolarità durante gli anni settanta. Secondo qualcuno, questo avvenne perché vi era una "repulsione dei britannici per la tecnologia e la modernità e il loro bisogno di idealizzare amorevolmente il passato" la cultura del loro Paese. Secondo altri, ebbe fortuna perché, essendo semplice e veloce da preparare oltre che facile da realizzare per il personale meno qualificato, i ristoratori lo consideravano una potenziale fonte di guadagno.

## Nella cultura di massa
Nel film L'ambizione di James Penfield (The Ploughman's Lunch) del 1983, sceneggiato da Ian McEwan, è presente un sottotesto secondo il quale "il modo in cui Paesi e persone riscrivono la propria storia per soddisfare le esigenze del presente". Il titolo della pellicola allude alla controversa affermazione secondo la quale il pasto non fosse tradizionale ma in realtà frutto di una campagna di marketing degli anni sessanta ideata per incoraggiare le persone a consumare cibo nei pub.